# La verità, vi spiego, sull'amore
La verità, vi spiego, sull'amore è un film del 2017 diretto da Max Croci. È l'ultimo film diretto dal regista, scomparso prematuramente nel 2018. La pellicola è ispirata al libro omonimo e al blog della scrittrice e blogger Enrica Tesio.

## Trama
Dora è una donna sola che deve crescere due figli dopo esser stata lasciata dal marito, Davide. Il film gira attorno allo sviluppo di lei come donna e madre e al suo rapporto con la vita, mentre tenta di elaborare lo shock della separazione.

## Accoglienza

### Incassi
In Italia il film ha incassato complessivamente 422.000 euro.

## Distribuzione
Il film è stato distribuito nelle sale cinematografiche nel marzo 2017.

## Produzione

### Riprese
Il film è stato girato principalmente a Torino ma alcune scene sono state riprese sulla spiaggia di Fregene.

## Riconoscimenti
- 2017 - Nastro d'argento
  - Nomination Migliore canzone originale (Ho perso il mio amore) a Cheope, Federica Abbate, Giuseppe Anastasi e Arisa